# 堀潤
堀 潤（ほり じゅん、1977年7月9日 - ）は、日本のジャーナリスト、キャスター。市民投稿型ニュースサイト「8bitNews」主宰。ノースプロダクション所属。元NHKアナウンサー。

## 来歴
兵庫県神戸市 生まれ。兵庫県宝塚市→大阪府箕面市→東京都大田区→大阪府箕面市→神奈川県横浜市 と各地で暮らす。幼稚園は大阪。9歳の頃に東京の小学校に転校。小学5年で大阪へ引っ越し、箕面市立豊川南小学校卒業。
中学は大阪 の箕面市立第四中学校 に入学し、2年生の秋に横浜市立岩崎中学校に転入 して大阪にいた頃と同じテニス部に入部
。神奈川県立横浜平沼高等学校卒業後に浪人生活を経験。立教大学文学部ドイツ文学科 卒業後、2001年NHK入局。岡山放送局で情報・報道ワイド番組『きびきびワイド』を担当した後、東京アナウンス室に異動して、『ニュースウオッチ9』『Bizスポ』などの報道番組を担当する。
同期アナウンサーは三好正人（2022年現在ディレクター業務担当）、北郷三穂子、鎌倉千秋、森山春香など。2012年6月にアメリカ合衆国カリフォルニア大学ロサンゼルス校（UCLA）に派遣され、客員研究員になりSNSの活用などを研究。留学中にビデオ映画『変身』を自主制作する。宇野常寛と共に放送への市民参加の実現と市民による発信力の強化への貢献を目指して市民ニュースサイト「8bitNews」を3月15日に立ち上げる。
2013年春の帰国後、報道担当を外れ、『きょうの料理』で司会を担当することが決まっていた が、同年4月1日付で同局を退職。「福島第一原子力発電所事故に関するNHK報道をTwitterにて批判したので」と本人は述べている。更には同局上層部が『変身』の上映阻止に動いたため、制作ドキュメント『変身 Metamorphosis メルトダウン後の世界』を2014年に上梓。
同年2月、ノースプロダクションがマネジメントをすることとなった。4月から淑徳大学人文学部表現学科客員教授。2019年4月、早稲田大学グローバル科学知融合研究所招聘研究員。SDGsフロンティアラボで官民の枠を超えたイベントや情報発信を企画している。2020年3月、自身が監督・撮影・編集を務めた映画「わたしは分断を許さない」公開。

## 人物

### 学生時代のエピソード
岩崎中学校では生徒会の評議会議長の時に、制服から私服へ変える実績を残している。

### 仕事
- アナウンサーを志したきっかけの一つとして、「高校生くらいのとき、『アンカーウーマン』という映画にも影響」されたことを挙げている[19]。
- アナウンサーになっていなかったら、美容師になりたかった[20]。

### ゲーム
- ゲームとの最初の出会いは10歳の頃のクリスマスプレゼントでセガのSC-3000 [21]。本体と一緒にゲームは『ロードランナー』を買ってくれた[21]。ファミコンのやり過ぎで「ファミコン制限令」が出てしまい1時間程度しか出来なかったため、深夜に起きてゲームをしていたが、親には気付かれていたようである[21]。思い出深いゲームは『銀河の三人』。主宰の「8bitNews」はファミコンからインスパイアされたものである[21]

### 好きなもの
- 和菓子が好き。高校時代は学校の前にある和菓子屋で団子を買って食べていた。NHK岡山放送局勤務時代は、自宅の隣の岡山銘菓「大手まんぢゅう」の製造所で買って食べていた[22]。
- スターウォーズ好きを公言している。

## 出演
フリー転身後の出演を記載。

### 現在の出演
テレビ
- かんさい情報ネットten.（2018年7月 - 、読売テレビ） - 平日16:54 - 19:00、火曜金曜コメンテーター
- ウエークアップ（2020年8月 - 、読売テレビ） - 毎週土曜日 8:00 - 9:25、コメンテーター
- やりすぎ都市伝説シリーズ（2020年12月25日・2021年3月26日・9月24日、テレビ東京） - ゲスト
- 賢者の選択（2021年4月 - 、サンテレビ・BS12 ） - キャスター
- Kyobizシリーズ（2007年4月 - 、KBS京都） - 毎週金曜日21:00 - 22:25、不定期コメンテーター
- 堀潤激論サミット（2023年4月3日 - 、TOKYO MX）
- 堀潤 Live Junction（2024年9月30日 - 、TOKYO MX）

ラジオ
- HITACHI BUTSURYU TOMOLAB. TOMORROW LABORATORY（2021年4月 - 、J-WAVE） - 毎週土曜日 20:00 - 21:00、フェロー
- ロンドンブーツ1号2号 田村淳のNewsCLUB（2017年5月 - 、文化放送） - 毎週土曜日 13:00 - 15:00、ゲスト
- 辛坊治郎ズーム そこまで言うか!（2021年8月・9月、2022年8月、ニッポン放送） - 平日 15:30 - 17:30、代役MC

インターネット
- AbemaPrime（2016年4月11日 - 、AbemaTV） - 2020年3月25日まで水曜コメンテーター。同年3月30日より月曜コメンテーター。
- Amazon Exclusive JAM THE WORLD - UP CLOSE（2021年8月 - 、Amazon Music）- 木曜ナビゲーター。

### 過去の出演
テレビ
- 朝まで生テレビ!（テレビ朝日） - パネリスト
  - 「激論!ネット世代が日本を変える?!」（2013年4月27日）
  - 「激論！反日・嫌韓、ド〜する?!日韓関係」（2014年5月30日）
- Link! tvk参院選開票スペシャル（2013年7月21日、テレビ神奈川） - 司会
- #エンダン（2013年8月2日 - 2014年9月、スマートフォン向け放送NOTTV） - MC
  - 2013年8月2日 - 9月27日　金曜マンスリーMC
  - 2013年10月1日 - 2014年9月　メインMC
- 激論!コロシアム 〜これでいいのか?ニッポン〜（2013年8月31日 - 2015年9月26日、テレビ愛知） - MC
- みんなの疑問 ニュースなぜ太郎（2013年10月 - 、テレビ朝日） - ニュース解説
- 5時に夢中!（2013年9月16日、TOKYO MX） - ふかわりょうの夏休みに伴う代理MC
- テレビ愛知開局30周年記念8時間30分スペシャル!（2013年9月21日、テレビ愛知） - 単発特番
- ニッポン・ダンディ（2013年10月9日 - 2014年3月26日、TOKYO MX） - 第2 - 第5水曜MC
- tvk NEWSハーバー番組内コーナー「堀潤のつながるニュース」（2013年10月 - 2014年9月、毎月第4金曜日、テレビ神奈川）
- モーニングCROSS（2014年4月1日 - 2021年3月31日、TOKYO MX） - 平日 7:00 - 7:59、メインキャスター
- 前略、月の上から。（2014年4月13日・7月11日・10月15日 - 2015年9月18日、フジテレビ） - ヒロミ、山里亮太と共演
- 驚愕!マネースクープ（2014年7月2日・9月30日・10月13日 - 2015年3月16日、フジテレビ） - 天野ひろゆきと共同MC
- モノクラ〜ベ（2014年10月26日 - 、BSスカパー!） - 毎週日曜日 21:00 - 、MC
- ワイドナショー（2015年10月11日・11月15日・2016年2月7日・9月7日・10月9日、フジテレビ） - コメンテーター
- さまぁ〜ずの神ギ問（2016年3月23日・4月16日・4月23日・4月30日・7月8日・7月9日・2017年2月24日・2月26日・2018年6月2日、フジテレビ） - ゲスト
- 名医20人があなたの健康法を徹底議論‼️ ザ・ドクタージャッジ（2018年6月24日、フジテレビ） - 近藤春菜（ハリセンボン）、三田友梨佳（フジテレビアナウンサー）と司会
- ワイドナショー（2015年10月 - 、フジテレビ。不定期コメンテーター）
- 堀潤モーニングFLAG（2021年4月1日 - 2024年9月27日、TOKYO MX） - 平日 7:00 - 7:59、メインキャスター

ラジオ
- 報道するラジオ（2013年4月5日、MBSラジオ） - ゲスト
- 赤江珠緒 たまむすび（2013年4月15日、TBSラジオ） - ゲスト
- Jam the WORLD（2013年10月 - 2021年3月 、J-WAVE） - 毎週木曜日 19:00 - 21:00、ナビゲーター
- Jam the PLANET（2023年10月 - 2024年9月 、J-WAVE） - 水・木曜19時台ナビゲーター

インターネット
- ホリエモンのコズミック論だん（2013年5月25日 - 2014年3月30日、ニコニコ生放送） - 進行
- ネルマエニュース24（2013年7月27日 - 2014年3月30日、ニコニコ生放送） - MC
- 堀潤のウソは許さん!（2013年8月31日（第1回） - 2015年9月26日（第86回）、ニコニコ生放送） - MC
- 「Twitterミーティング #私たちでつくる社会 」 - こんな時だから真面目に考える「男女が共に支え合う社会」- （2019年7月8日、AbemaTV）- 司会進行[23]
- ポリタスTV（2021年5月4日、YouTube）

## フリー転身前の出演
岡山放送局時代
- きびきびワイド（NHK総合）
  - きびきびワイド510（ - 2005年8月）
  - きびきびワイド610（2005年8月 - 2006年2月）
- 民謡をたずねて（NHKラジオ第1放送）
- ひるの散歩道（NHKラジオ第1）

東京アナウンス室時代
- ニュースウオッチ9（2006年4月 - 2010年3月、NHK総合） - リポーター
- Bizスポ（Bizスポワイド）（2010年4月 - 2012年3月、NHK総合） - 総合司会
- 新世代が解く!ニッポンのジレンマ（2012年1月-5月、NHK Eテレ） - キャスター

三好正人、北郷三穂子、鎌倉千秋、森山春香、鈴木慶太などが同期アナウンサー。

## 書籍
- 僕らのニュースルーム革命 僕がテレビを変える、僕らがニュースを変える!（2013/9/12、幻冬舎）
- 僕がメディアで伝えたいこと（2013/9/18、講談社現代新書）
- 原発の是非を問うことと、わたしたちがやるべきこと（2013/11/5、クレヨンハウス）
- 変身 Metamorphosis メルトダウン後の世界（2014/2/20、角川書店）

## 映像作品
DVD
- 変身-Metamorphosis（2014/03/28、TOブックス） - 監督/脚本/撮影/編集/ナレーション